# Táncos Mihály
Táncos Mihály, született Tänzer (Temesvár, 1905. február 7. – Kolozsvár, 1993. szeptember 22.) válogatott labdarúgó, csatár, majd edző. Eredeti szakmája szerint hentes és csemegés. Édesapja Tänzer MIklós. édesanyja Montagnol Rozália. Felesége Egyed Jozefine, akivel 1942-ben kötött házasságot Temesvárott.

## Pályafutása

### Klubcsapatban
A Ferencvárosban 441 mérkőzésen szerepelt (206 bajnoki, 214 nemzetközi, 21 hazai díjmérkőzés) és 87 gólt szerzett (40 bajnoki, 47 egyéb). A második világháború kezdetén román katonai behívót kapott, így ott folytatta tovább pályafutását.

### A válogatottban
1923 és 1929 között 10 alkalommal szerepelt a román válogatottban és 1 gólt szerzett. Tagja volt az 1924-es párizsi olimpián helyezetlen román válogatottnak. A magyar válogatottban 1930 és 1932 között 5 alkalommal szerepelt és 1 gólt szerzett. Egyszeres B-válogatott (1931), nyolcszoros Budapest válogatott (1931–32, 1 gól), egyszeres egyéb válogatott (1929, 1 gól).

### Edzőként
Romániába történő visszatérése után edzőként is tevékenykedett. Később tüdejében cavernát találtak. A hosszú gyógykezelés után folytatta a trénerkedést. Egy meghűlést követően egészségi állapota újra megromlott és közel egyéves szanatóriumi ellátásra szorult. Felgyógyulása után visszavonult az edzősködéstől is.

## Sikerei, díjai
- Román bajnokság
  - bajnok: 1921–22, 1922–23, 1923–24, 1924–25, 1925–26, 1926–27
  - 3.: 1941–42
- Magyar bajnokság
  - bajnok: 1931–32, 1933–34, 1937–38
  - 2.: 1929–30, 1934–35, 1936–37, 1938–39
  - 3.: 1930–31, 1932–33, 1935–36
- Magyar kupa
  - győztes: 1933, 1935
  - döntős: 1931, 1932
- Közép-európai kupa (KK)
  - győztes: 1937
  - döntős: 1935, 1938, 1939
  - elődöntős: 1934
- az FTC örökös bajnoka (1974)

## Statisztika

### Mérkőzései a román válogatottban
| Románia | Románia             | Románia      | Románia       | Románia  | Románia       | Románia               | Románia | Románia |
| #       | Dátum               | Helyszín     | Hazai         | Eredmény | Vendég        | Kiírás                | Gólok   | Esemény |
| ------- | ------------------- | ------------ | ------------- | -------- | ------------- | --------------------- | ------- | ------- |
| 1.      | 1923. szeptember 2. | Lwów         | Lengyelország | 1 – 1    | Románia       | barátságos            | -       |         |
| 2.      | 1924. május 27.     | Párizs (FRA) | Hollandia     | 6 – 0    | Románia       | olimpiai nyolcaddöntő | -       |         |
| 3.      | 1924. augusztus 31. | Prága        | Csehszlovákia | 4 – 1    | Románia       | barátságos            | -       |         |
| 4.      | 1925. május 31.     | Szófia       | Bulgária      | 2 – 4    | Románia       | barátságos            | -       |         |
| 5.      | 1926. május 7.      | Isztambul    | Törökország   | 1 – 3    | Románia       | barátságos            | -       |         |
| 6.      | 1926. október 3.    | Zágráb       | Jugoszlávia   | 2 – 3    | Románia       | Sándor király-kupa    | -       |         |
| 7.      | 1927. május 10.     | Bukarest     | Románia       | 0 – 3    | Jugoszlávia   | Sándor király-kupa    | -       |         |
| 8.      | 1927. június 19.    | Bukarest     | Románia       | 3 – 3    | Lengyelország | barátságos            | 1       | 41'     |
| 9.      | 1928. április 15.   | Arad         | Románia       | 4 – 2    | Törökország   | barátságos            | -       |         |
| 10.     | 1929. május 10.     | Bukarest     | Románia       | 2 – 3    | Jugoszlávia   | barátságos            | -       |         |
|         | Összesen            |              |               | 10       | mérkőzés      |                       | 1       | gól     |

### Mérkőzései a magyar válogatottban
| Magyarország | Magyarország      | Magyarország                    | Magyarország | Magyarország | Magyarország | Magyarország | Magyarország | Magyarország |
| #            | Dátum             | Helyszín                        | Hazai        | Eredmény     | Vendég       | Kiírás       | Gólok        | Esemény      |
| ------------ | ----------------- | ------------------------------- | ------------ | ------------ | ------------ | ------------ | ------------ | ------------ |
| 1.           | 1930. április 13. | Bázel                           | Svájc        | 2 – 2        | Magyarország | barátságos   | -            |              |
| 2.           | 1931. április 12. | Budapest, Hungária körúti pálya | Magyarország | 6 – 2        | Svájc        | Európa-kupa  | 1            | 76'          |
| 3.           | 1931. május 3.    | Bécs, Hohe Warte                | Ausztria     | 0 – 0        | Magyarország | Európa-kupa  | -            |              |
| 4.           | 1931. május 21.   | Belgrád, BSK-pálya              | Jugoszlávia  | 3 – 2        | Magyarország | barátságos   | -            |              |
| 5.           | 1932. február 19. | Kairó                           | Egyiptom     | 0 – 0        | Magyarország | barátságos   | -            |              |
|              | Összesen          |                                 |              | 5            | mérkőzés     |              | 1            | gól          |